# 車載器
車載器（しゃさいき）とは、自動車に取り付ける無線装置を指す。狭義では料金徴収や運行管理を目的とする装置を指し、広くは英語のオンボードユニット (On-Board Unit, OBU) で、電子車両機器の用語である。ほとんどがコンピューターベースであり、重要な内部制御機能を備えているが、多くの場合、他のモバイルまたは固定リモートステーションとの無線ベースの通信が維持され、OBU自体がトランスポンダーとして機能する。時間とデータ交換は自動的に、関連するデバイスの1つからの要求がある場合にのみ行われる。

## 例
- 航空交通管制の民間航空管制
- 海上セキュリティの自動船舶識別装置
- 列車制御システムの牽引ユニットの不可欠な部分としてのOBU
- 軍用航空における敵味方識別装置
- 請求通行料（トラック通行料）用の車載ユニット（通行料システム）
- 航空交通の衝突を回避するための交通警報および衝突回避システム